# 貝爾斯坦納米技術雜誌
貝爾斯坦納米技術雜誌（Beilstein Journal of Nanotechnology）是一份經同行评审、開放取用的科學期刊，涵盖纳米科学和纳米技术的各个方面。其由贝尔斯坦化学科学研究所出版，主编是 Thomas Schimmel（卡尔斯鲁厄理工学院）。该杂志成立于2010年。

## 摘要和索引
该期刊被摘要和索引在：
- 化学文摘社[1]
- Current Contents/物理、化学和地球科学[2]
- 工程索引[3]
- 科学引文索引[2]
- Scopus[4]

## 外部連結
- 官方网站